# Corpus hemorrhagicum
 (septembre 2023).
Le corps hémorragique est une structure temporaire formée immédiatement après l'ovulation à partir du follicule ovarien lorsqu'il s'effondre et se remplit de sang qui coagule rapidement. Une fois le traumatisme guéri, la structure ultérieure est appelée corps jaune (qui devient à son tour le corps albicans avant de dégénérer).
Parfois, pendant l'ovulation, de petits vaisseaux sanguins se rompent et la cavité du follicule rompu se remplit d'un caillot sanguin, un corpus hemorrhagicum.

## Sources et références
1. ↑  McSweeney et Wood, « Acute Abdominal Conditions Following Ovulation and Its Sequelae », New England Journal of Medicine, vol. 222, no 5,‎ 1940, p. 174–179 (DOI 10.1056/NEJM194002012220502)
2. ↑  Elaine Marieb, Anatomy & physiology, Benjamin-Cummings, 2013 (ISBN 9780321887603), p. 915
3. ↑  Husvéth, « PHYSIOLOGICAL and REPRODUCTIONAL ASPECTS OF ANIMAL PRODUCTION », Digital Textbook Library, Debreceni Egyetem, 2011 (consulté le 4 juillet 2015)